# 彼岸之嫁
《彼岸之嫁》（英語：The Ghost Bride），2020年台灣、馬來西亞聯合製作的懸疑劇。本劇改編自旅美華裔作家朱洋熹的小說《鬼新娘》，馬來西亞著名大導演何宇恆執導，背景是 1890 年代的馬六甲，麗蘭發現自己來到陰間，還深陷已故邪惡富家之子的謎團之中。由吳慷仁、黃姵嘉、林路迪、田士廣領銜主演。Netflix於2020年1月23日首播。

## 演員列表

### 主要演員
| 演員   | 角色   | 介紹 |
| 吳慷仁 | 二郎   | 天庭守衞，五百年前犯了一個錯誤而必須穿梭陰陽兩間負責查案，及後遇上麗蘭，一直在她身邊幫助她重回陽間。             |
| 黃姵嘉 | 潘麗蘭 | 開朗又有愛心的小女生。因為爸爸的生意而必須下嫁林家已死去的兒子天青。昏迷時在陰間協助二郎調查天青與那個判官交易。 |
| 林路迪 | 林天白 | 麗蘭的青梅竹馬。數年前離家學醫，堂弟天青死後回來承傳林家。自麗蘭昏迷後一直在調查林家，天青的死。                 |
| 田士廣 | 林天青 | 被人下毒死去，母親一直放不下而接受天青每晚報夢，要她不斷燒衣及珍品，好讓他在地獄收買判官，逃避審判。             |

### 其他演員
| 演員   | 角色      | 介紹                                                                         |
| 謝怡芬 | 許曉雨    | 潘麗蘭母親                                                                   |
| 紀培慧 | 伊莎貝爾  | 被安排与林天白结婚的未婚妻                                                   |
| 胡佳心 | Amah 玛姐 | 原本是玛姐中年轻甜美在剧中搞笑的一位，但因时间不足片段被删剪，成了群众玛姐。 |
| 陳意遐 | 林夫人    | 林天青之母                                                                   |
| 溫紹平 | 潘先生    | 麗蘭之父                                                                     |
| 梁書造 | 阿嬤      | 潘家的忠心管家，與麗蘭相當要好，情同家人。                                   |
| 曾濰山 | 老王/王福 | 潘麗蘭家的仆人                                                               |
| 吳俐璇 | 林艳红    | 林天青同父异母的姐姐                                                         |
| 張曉彤 | 鬼丫鬟    | 林天青派來檢視潘麗蘭的鬼丫鬟                                                 |
| 吳欣瑜 | 鬼丫鬟    | 林天青派來檢視潘麗蘭的鬼丫鬟                                                 |
| 張年欣 | 鬼丫鬟    | 林天青派來檢視潘麗蘭的鬼丫鬟                                                 |
| 鍾玉婷 | 鬼丫鬟    | 林天青派來檢視潘麗蘭的鬼丫鬟                                                 |

## 劇集列表
| 集數 | 標題                    | 導演   | 編劇                   | 上線日期      |
| ---- | ----------------------- | ------ | ---------------------- | ------------- |
| 1    | 第1章 Chapter 1 Babak 1 | 郭修篆 | 吳凱毓                 | 2020年1月23日 |
| 2    | 第2章 Chapter 2 Babak 2 | 郭修篆 | 亞絲敏·雅各布          | 2020年1月23日 |
| 3    | 第3章 Chapter 3 Babak 3 | 郭修篆 | 亞絲敏·雅各布、蔡怡芬  | 2020年1月23日 |
| 4    | 第4章 Chapter 4 Babak 4 | 何宇恆 | 亞絲敏·雅各布、茱恩·陳 | 2020年1月23日 |
| 5    | 第5章 Chapter 5 Babak 5 | 何宇恆 | 丹·濱村                | 2020年1月23日 |
| 6    | 第6章 Chapter 6 Babak 6 | 何宇恆 | 吳凱毓                 | 2020年1月23日 |